# 阿拉斯托耳
阿拉斯托耳（Alastor，意为“复仇者”）希腊神话中追捕罪犯的复仇精灵。
阿拉斯托耳本来只是对家族世仇的拟人化，后来被认为是精灵的一种。在罗马神话中，阿拉斯托耳的魔力是导致人类犯下谋杀等重罪的原因。
阿拉斯托耳一词有时也被用来泛指一类邪恶的精灵。